# Wildwasserrennsport-Weltmeisterschaften 1969
1967 fanden die Weltmeisterschaften im Kanu-Wildwasserrennsport im französischen Bourg-Saint-Maurice auf der Isère statt.

## Ergebnisse

### Nationenwertung
| Platz  | Land               | Gold | Silber | Bronze | Gesamt |
| ------ | ------------------ | ---- | ------ | ------ | ------ |
| 1      | Frankreich         | 4    | 2      | 3      | 9      |
| 2      | Tschechoslowakei   | 2    | 4      | 1      | 7      |
| 3      | BR Deutschland     | 2    | 3      | 3      | 8      |
| 4      | Österreich         | 1    | 1      | 1      | 3      |
| 5      | Belgien            | 1    | -      | -      | 1      |
| 6      | Schweiz            | -    | -      | 1      | 1      |
|        | Vereinigte Staaten | -    | -      | 1      | 1      |
| Gesamt | Gesamt             | 10   | 10     | 10     | 30     |